# Luge als Jocs Olímpics d'hivern de 1992
Als Jocs Olímpics d'Hivern de 1992 celebrats a la ciutat d'Albertville (França) es disputaren tres proves de luge, dues en categoria masculina i una en categoria femenina.
La competició tingué lloc entre els dies 9 i 12 de febrer de 1992 a les instal·lacions esportives de La Plagne. Hi participaren un total de 89 corredors, entre ells 65 homes i 24 dones, de 22 comitès nacionals diferents.

## Resum de medalles

### Categoria masculina
| Prova              | Or                                     | Argent                                | Bronze                               |
| Individual Detalls | Georg Hackl                            | Markus Prock                          | Markus Schmidt                       |
| Parelles Detalls   | Alemanya Stefan Krausse · Jan Behrendt | Alemanya Yves Mankel · Thomas Rudolph | ItàliaHansjörg Raffl · Norbert Huber |

### Categoria femenina
| Prova              | Or           | Argent          | Bronze       |
| Individual Detalls | Doris Neuner | Angelika Neuner | Susi Erdmann |

## Medaller
| Posició | País     | Or | Argent | Bronze | Total |
| 1       | Alemanya | 2  | 1      | 1      | 4     |
| 2       | Àustria  | 1  | 2      | 1      | 4     |
| 3       | Itàlia   | 0  | 0      | 1      | 1     |
|         |          |    |        |        |       |
| Total   | Total    | 3  | 3      | 3      | 9     |